# Vlčí hora (Šluknovská pahorkatina)
Vlčí hora (německy Wolfsberg) je zalesněný kuželovitý suk o nadmořské výšce 591 m, jehož vrchol leží na území města Krásná Lípa (část obce Vlčí Hora) v Ústeckém kraji. Nachází se v geomorfologickém celku Šluknovská pahorkatina, jímž je 4. nejvyšším vrcholem. Vrchol je složen z tmavošedého tefritu, který vystupuje na povrch v podobě četných skalních výchozů. Dolní části svahů tvoří dva druhy červené brtnické žuly. Přes Vlčí horu prochází hlavní evropské rozvodí; přítoky Mandavy tak náleží k povodí Odry a úmoří Baltského moře, přítoky Vlčího a Dlouhodolského potoka pak k povodí Labe a úmoří Severního moře. Ve vrcholové části rostou suťové lesy a zbytky acidofilních bučin, střední polohy zaujímají hospodářské lesy a dolní svahy jsou využívané jako pastviny. Většina vrchu náleží do Chráněné krajinné oblasti Labské pískovce.
V roce 1886 byla veřejnosti zpřístupněna upravená Verunčina studánka a v květnu 1889 byla otevřena 12 metrů vysoká rozhledna s přilehlou horskou chatou. V roce 1908 byl vrchol rozhledny zastřešen a její výška se tak zvýšila na 16 metrů. V poválečném období využívali stavbu do roku 1953 vojáci a následně byla před zničením zachráněna díky péči dobrovolníků. V letech 1996 až 1999 prošla rozhledna celkovou rekonstrukcí. V dubnu 2023 zničil úmyslně založený požár chatu a poškodil rozhlednu. Přes západní svah vede červeně značená turistická trasa s odbočkou k Verunčině studánce. Na vrchol vede žlutě značená trasa a také Köglerova naučná stezka. Rozhledna umožňuje kruhový rozhled na téměř celou Šluknovskou pahorkatinu, dále na Lužické hory, Českosaské Švýcarsko a na východě též na Jizerské hory.

## Název
Původní německý název vrchu byl Wolfsberg, respektive Wolfs Berg podle staršího pravopisu, což v českém překladu znamená Vlčí hora nebo Vlčí vrch. Název odkazuje na vlky, kteří obývali hluboké lesy rostoucí na svazích kopce a v jeho blízkém okolí. Podle vrchu byla pojmenována i vesnice Wolfsberg (Vlčí Hora), založená roku 1602, písemně pak prvně zmiňovaná v roce 1719. Český název vrchu Vlčí hora se začal v mapách objevovat v období první republiky, jako oficiální pojmenování byl stanoven po druhé světové válce. Severně od Vlčí hory ve vzdálenosti 4,5 km leží vrch Vlčice (513 m), který nesl původně stejné pojmenování – Wolfsberg.

## Přírodní poměry

### Poloha

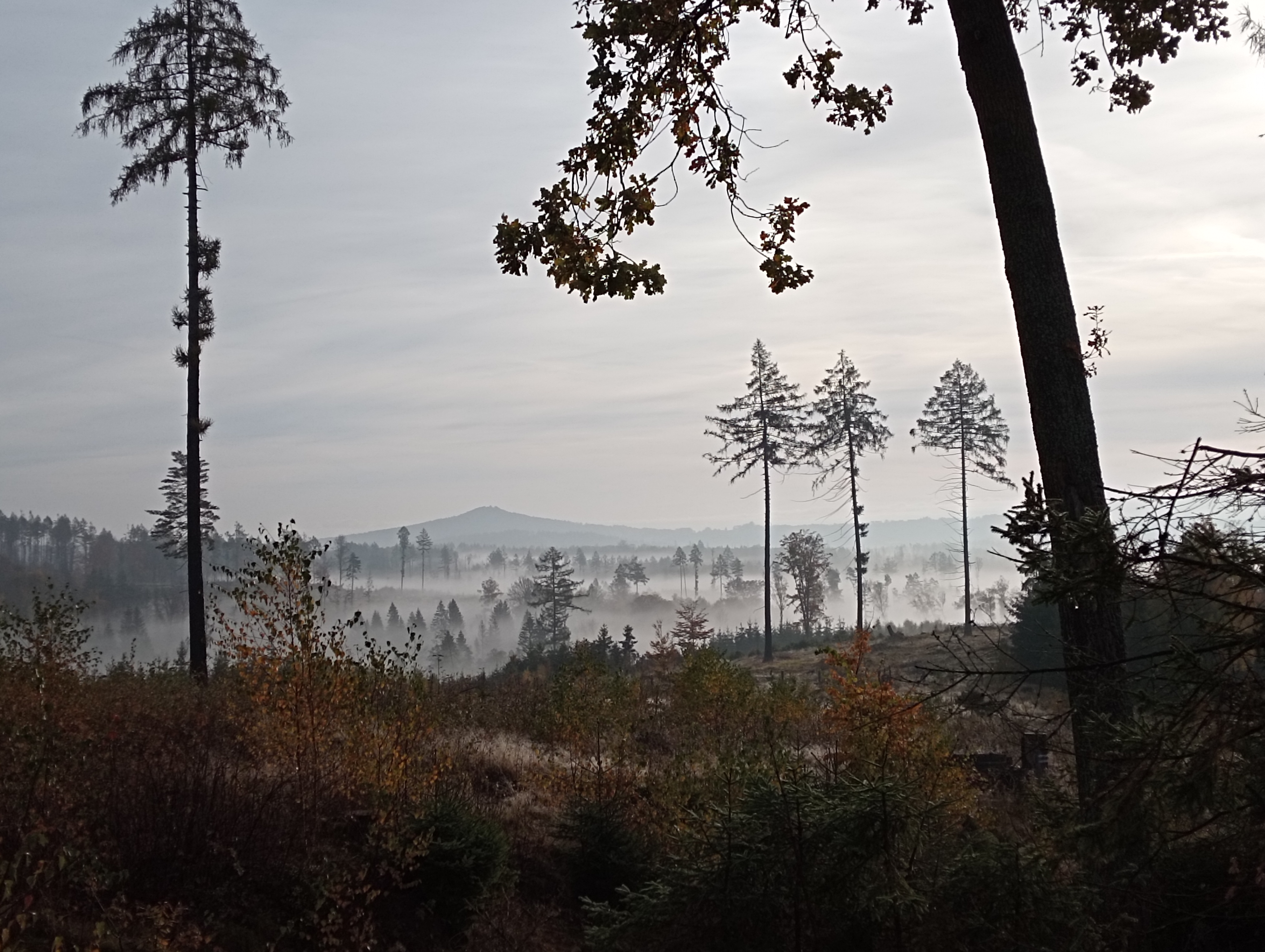
Pohled na Vlčí horu z Hraničního vrchu

Vlčí hora leží ve Šluknovském výběžku a tvoří severní okraj regionu Českosaské Švýcarsko. Z administrativního hlediska se nachází v okrese Děčín a v Ústeckém kraji. Převážná část kopce, včetně vrcholu, leží na území města Krásná Lípa, část obce Vlčí Hora a okrajově také Zahrady. Dolní části svahů od severozápadu, přes sever až po východ pak patří k obci Staré Křečany, konkrétně částem obce Brtníky, Panský, Nové a Staré Křečany. Nejbližším sídlem je ves Vlčí Hora, jejíž zástavba začíná 0,5 km jižně od vrcholu. Střed Zahrad je pak od vrcholu vzdálen 1,2 km na jihovýchod, střed Starých Krečan 2,5 km na severovýchod, střed Panského 1,2 km na sever a střed Brtníků 1,9 km na severozápad.

### Geomorfologie

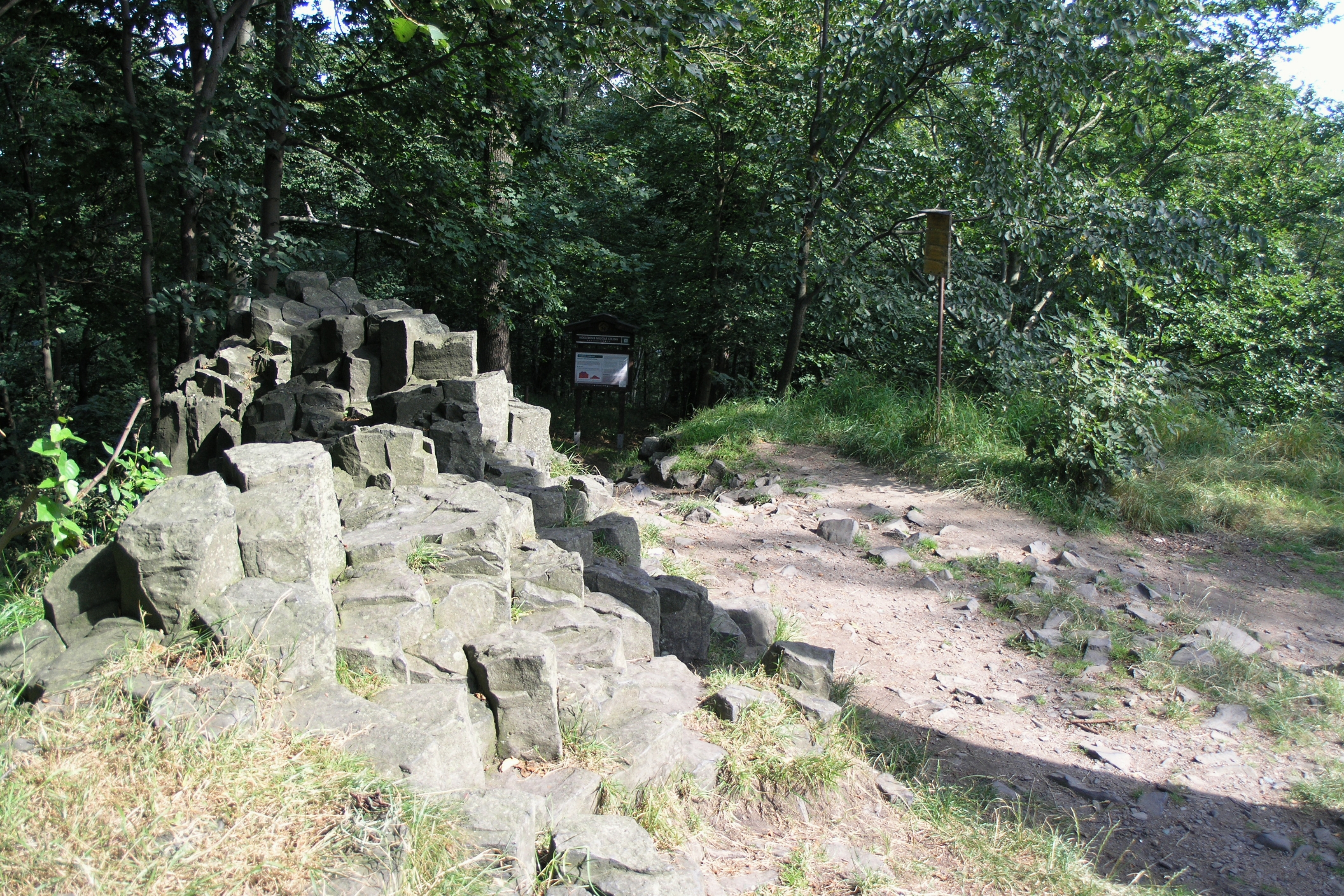
Tefritový skalní výchoz

Vlčí hora je kuželovitý suk náležející ke geomorfologickému celku Šluknovská pahorkatina, který je součástí Krkonošské oblasti náležející ke Krkonošsko-jesenické subprovincii České vysočiny. Se svou nadmořskou výškou 591 m je Vlčí hora po Hrazeném (608 m), Tanečnici (599 m) a Plešném (593 m) 4. nejvyšším vrcholem Šluknovské pahorkatiny (včetně její německé části), nejvyšším vrcholem geomorfologického okrsku Rumburská pahorkatina a rovněž geomorfologického podokrsku Krásnolipská pahorkatina. Svahy jsou, zvláště ve vrcholové části, příkré a vystupují z nich menší skalní tvary způsobené zvětráváním a odnosem.
Údaje o nadmořské výšce Vlčí hory, které se v různých pramenech objevují od konce 19. století, se od nadmořské výšky z aktuální Základní topografické mapy ČR liší. Fiedlerova vlastivěda z roku 1898 udává nadmořskou výšku 590,3 m v jadranském výškovém systému. Meziválečná reambulovaná vydání map třetího vojenského mapování uvádí nadmořskou výšku 588 m, zatímco poválečné mapy uvádějí nadmořskou výšku v rozmezí 580,0 až 581,0 m. Snížení údaje o nadmořské výšce bylo způsobeno zaměřením geodetického bodu jihovýchodně od skutečného vrcholu. Rozdíl nadmořské výšky těchto dvou bodů činí 10,2 m.
Nejbližšími pojmenovanými kopci jsou Ptačí vrch (562 m), vzdálený 2,5 km severním směrem, Dymník (517 m), vzdálený 4,1 km východním směrem, Kamenný vrch (510 m), vzdálený 1,8 km jihojihozápadním směrem, a Křížový vrch (446 m), vzdálený 1,6 km severozápadním směrem.

### Geologie a půdy

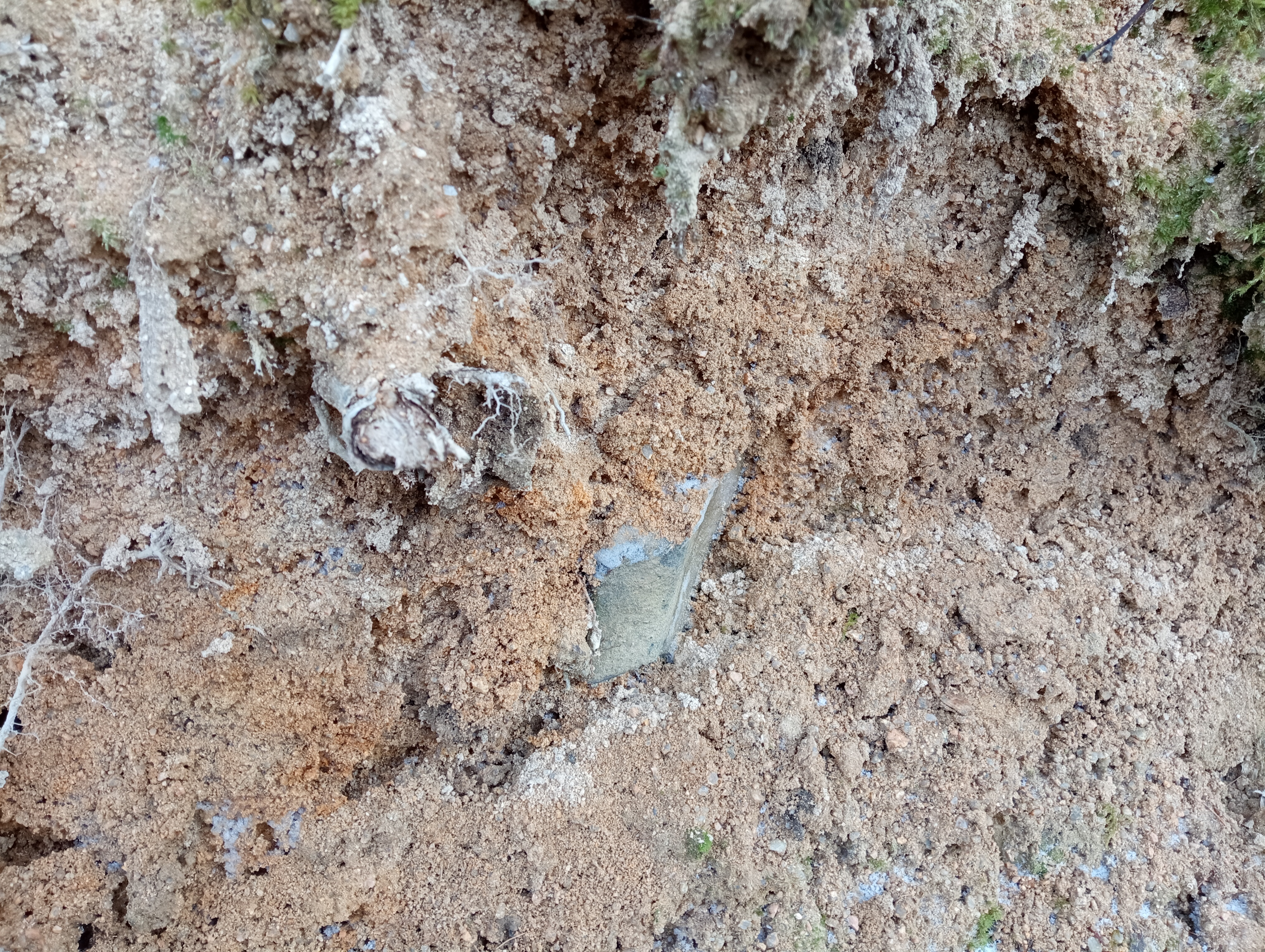
Vzorek kambizemě

Vlčí hora leží severně, respektive východně od lužického zlomu, a je tak součástí lužického plutonu. Ten je tvořen granitoidy, tedy žulou a granodioritem. Podloží svahů Vlčí hory tvoří dva druhy brtnické žuly a vrchol je tefritový.
Přibližně středem vrchu se severojižním směrem táhne pásmo tvořené drobnozrnnou brtnickou žulou. Ta má charakteristickou růžovou až červenou barvu, kterou způsobuje draselný živec převažující nad ostatními typy živců. Ze slíd je v ní zastoupen tmavý biotit. Ostatní svahy jsou tvořeny středně až hrubě zrnitou brtnickou žulou, která má shodné složení jako žula drobnozrnná. Oba typy brtnické žuly jsou na povrchu silně zvětralé a nevystupují na povrch v podobě výchozů. Žula má v regionu sklon k porfyrizaci, je tak hojně doplněna granitovým a křemenným porfyrem. Vrchol je složen z nefelinického tefritu, který je nejrozšířenější výlevnou vyvřelinou v regionu. Typická je pro něj tmavošedá barva, zvětralý tefrit je ovšem na povrchu světlejší. Má vysokou hodnotu magnetické susceptibility a jako příměs obsahuje magnetit, jehož přítomnost vychyluje střelku kompasu. Tefrit tvoří menší povrchové útvary s typickou sloupcovou odlučností. Svahy pod vrcholem jsou překryty deluviálními hlinitokamenitými až blokovými sedimenty. Podél vodních toků jsou pak zastoupeny deluviofluviální písčitojílovité až písčité hlíny a deluviální hlinitokamenité sedimenty.
Nejrozšířenějším půdním typem na povrchu Vlčí hory je kambizem. Na svazích je to především kambizem modální mesobazická, dystrická a oglejená. Posledně jmenovaná je vázána na vodní toky, při nichž je též zastoupen modální glej. Na vrcholovém tefritu se nachází modální eutrofní kambizem, na kterou níže od vrcholu navazuje suťový ranker.

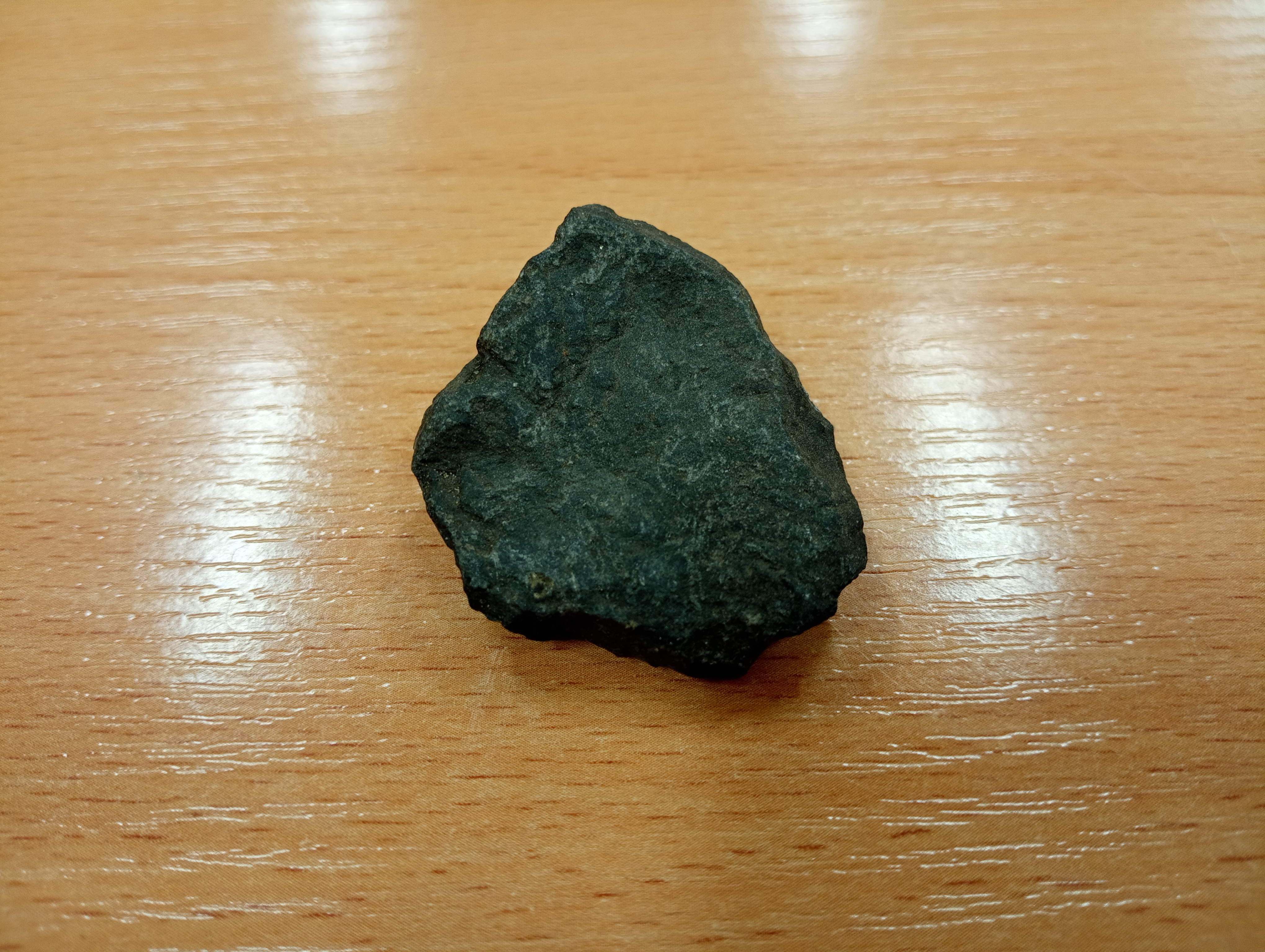
Tefrit
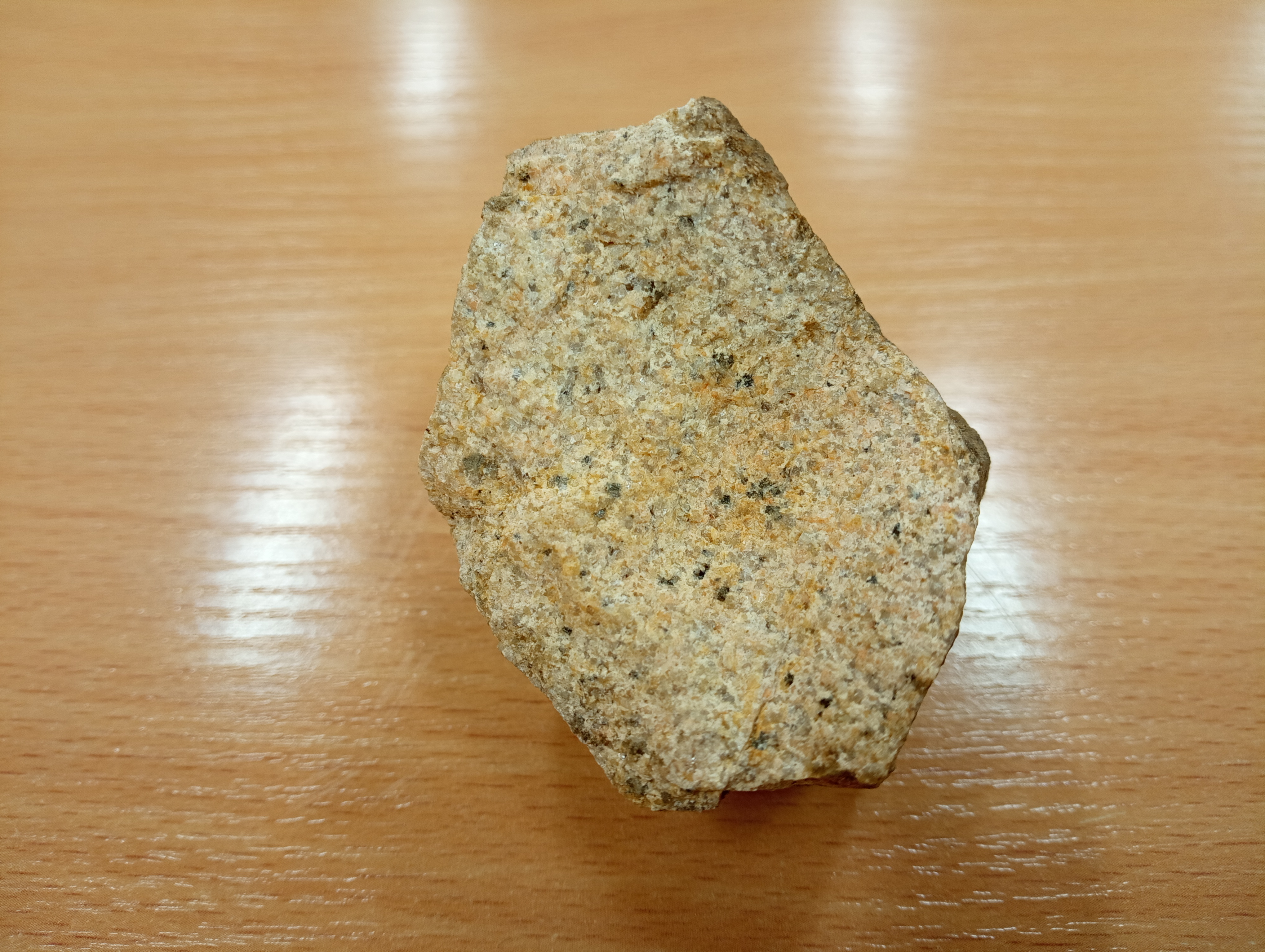
Drobnozrnná brtnická žula
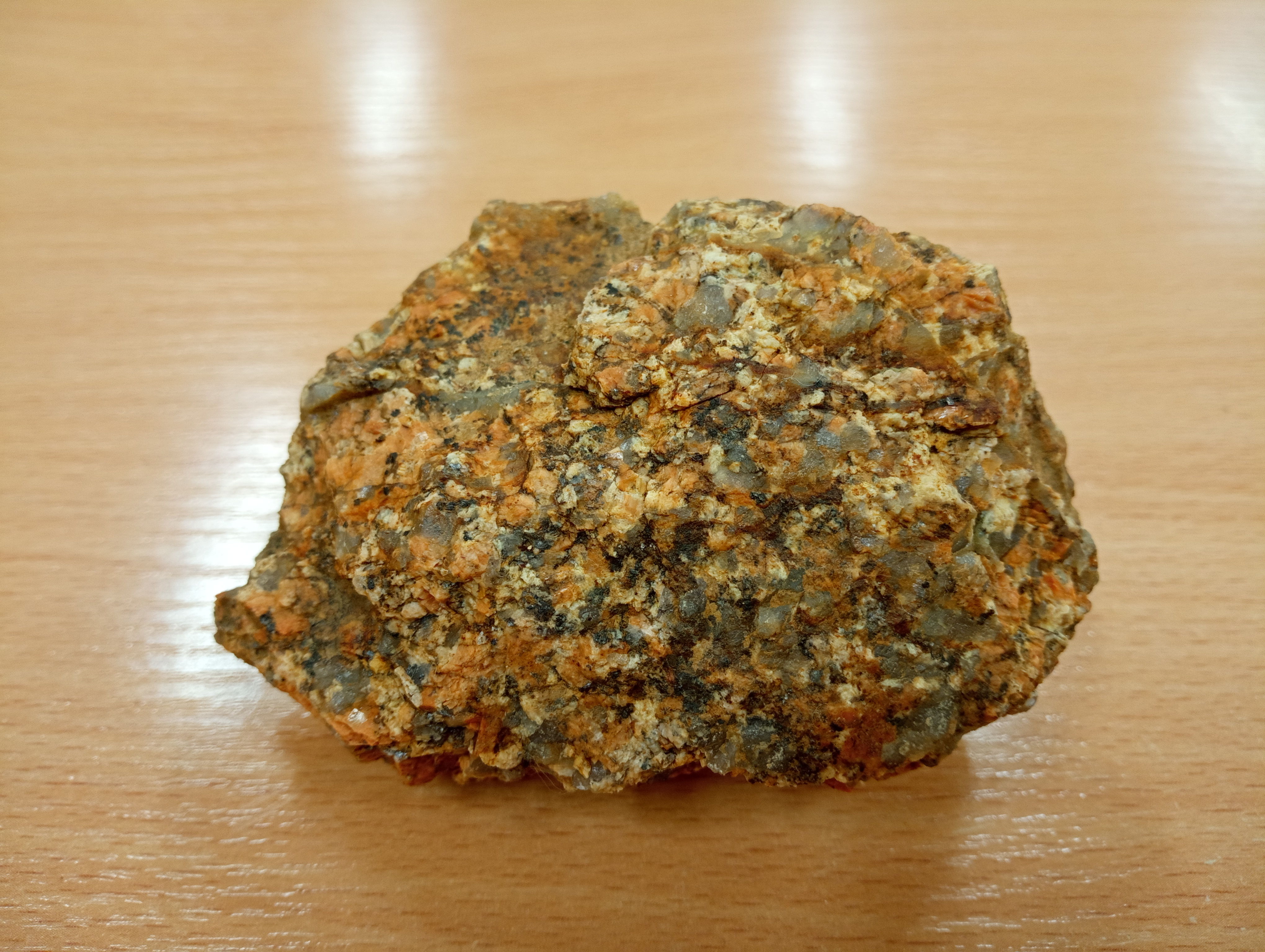
Střednězrnná brtnická žula
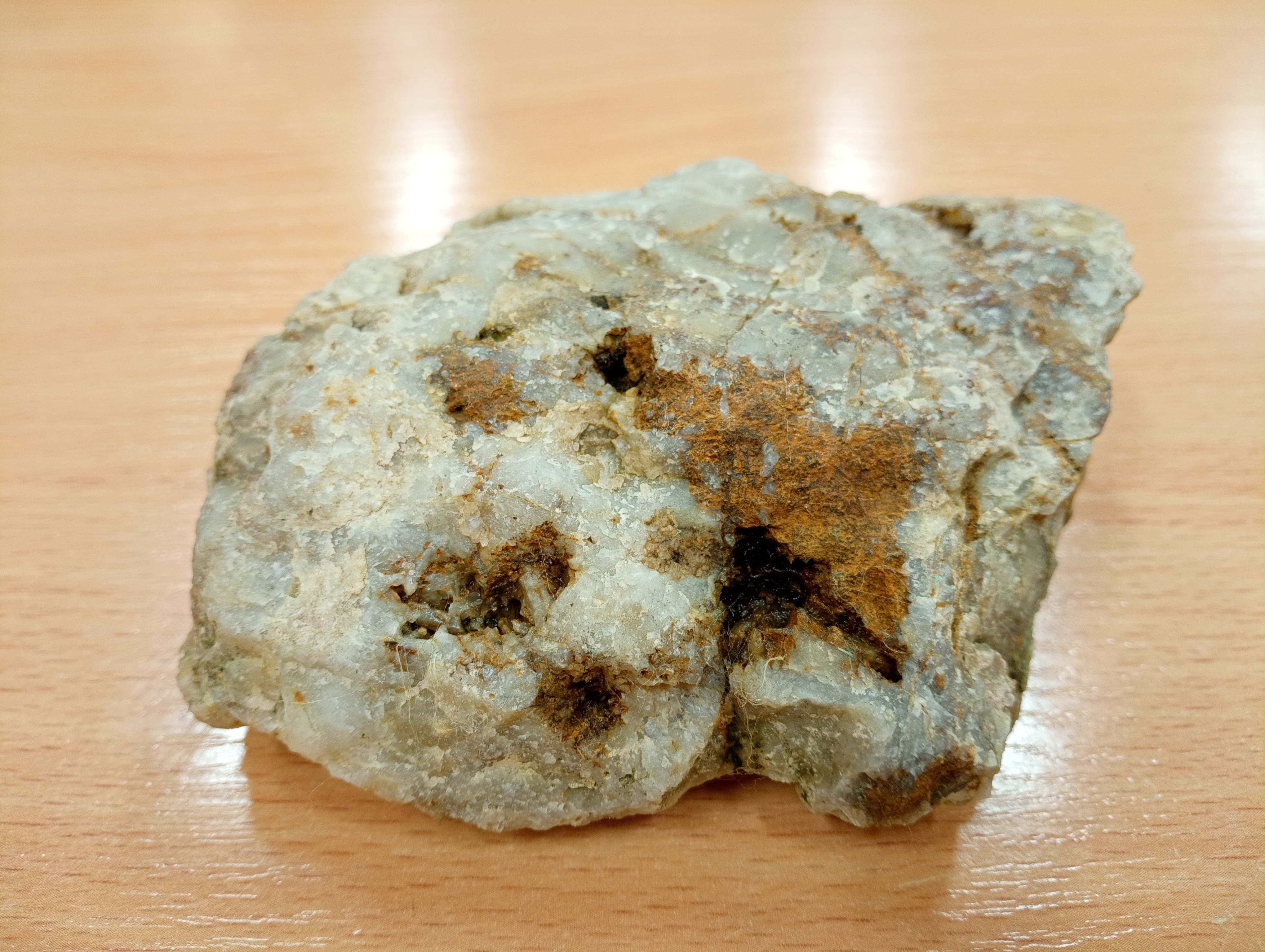
Křemen se zvětralým magnetitem

### Vodstvo

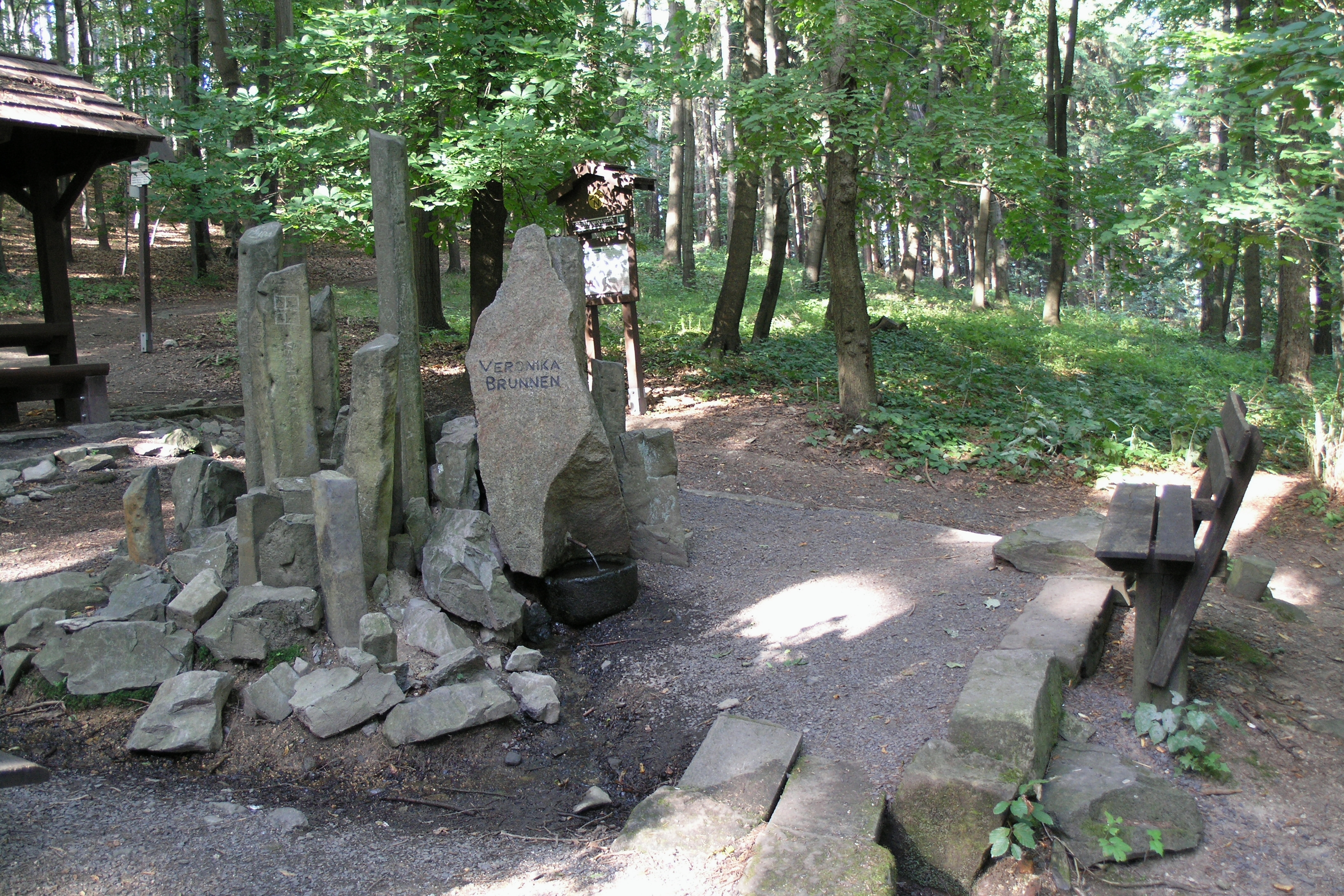
Verunčina studánka

Přes Vlčí horu prochází hlavní evropské rozvodí oddělující od sebe úmoří Severního a Baltského moře. Na severním svahu v nadmořské výšce přibližně 500 metrů, na východním svahu v nadmořských výškách přibližně 450 a 510 metrů a na jihovýchodním úpatí v nadmořské výšce přibližně 420 metrů pramení několik vedlejších přítoků Mandavy, jež skrze Lužickou Nisu a poté Odru náleží k úmoří Baltského moře. Kolem severozápadního úpatí protéká Vlčí potok, jehož kratší bezejmenné přítoky pramení na severozápadním svahu v nadmořské výšce přibližně 420 až 470 metrů a další jeho bezejmenný přítok protéká při západním úpatí. Na jižním až jihovýchodním svahu pramení na několika místech v nadmořských výškách přibližně 410 až 440 metrů Dlouhodolský potok. Jak Vlčí, tak Dlouhodolský potok jsou pravými přítoky Křinice, která náleží k povodí Labe a úmoří Severního moře. Na jihovýchodním svahu vyvěrá pramen zvaný Verunčina či Veroničina studánka, jehož okolí je upravené a opatřené turistickým přístřeškem. Největší vodní plochou je rybník Havlák, který se nalézá na severovýchodním úpatí. Na severním, východním a jihovýchodním svahu se vyskytuje několik dalších menších vodních ploch.
Celý vrch náleží k hydrogeologickému rajonu Krystalinikum Šluknovské pahorkatiny. Zdejší podložní granitoidy vytváří četné pukliny zaplněné vodou. V nižších polohách se tak vytváří dostatečná zásoba podpovrchové vody, která vyvěrá na povrch v podobě krátkých vodotečí. Největší vodní stavy bývají v březnu až dubnu a jsou ovlivněné množstvím tajícího sněhu.

### Podnebí
Protože se v okolí nenachází žádná stálá meteorologická stanice, je charakteristika podnebí určena převážně na základě pozorování z druhé poloviny 20. století a odvozením od údajů měřicích stanic ve Šluknově, Děčíně a Horní Světlé. Vlčí hora náleží dle Quittovy klasifikace podnebí, stejně jako většina území Šluknovského výběžku, do mírně teplé oblasti MT 4. Průměrná roční teplota vzduchu v nižších polohách Rumburské pahorkatiny je odhadována na 7,1 °C a pro Vlčí horu tak, vzhledem k nadmořské výšce, vychází odhad průměrných ročních teplot na 5,5 až 6 °C. Podle dlouhodobých průměrů je nejteplejším měsícem červenec a nejchladnějším naopak leden. Vzhledem k poloze jsou větrným prouděním ponejvíce ovlivněny vrcholové partie Vlčí hory. Převažující směr proudění je západ a je do jisté míry ovlivněn bariérou vysokých vrchů na severozápadě. Množství srážek, stejně jako průměrné teploty vzduchu a proudění vzduchu, je ovlivněné nadmořskou výškou. Ve vrcholové části jsou průměrné roční srážky odhadovány na 900 mm, přičemž průměr pro Šluknovský výběžek je 700 až 800 mm. Během vegetačního období (duben až září) spadne více srážek než v období vegetačního klidu.

### Flóra

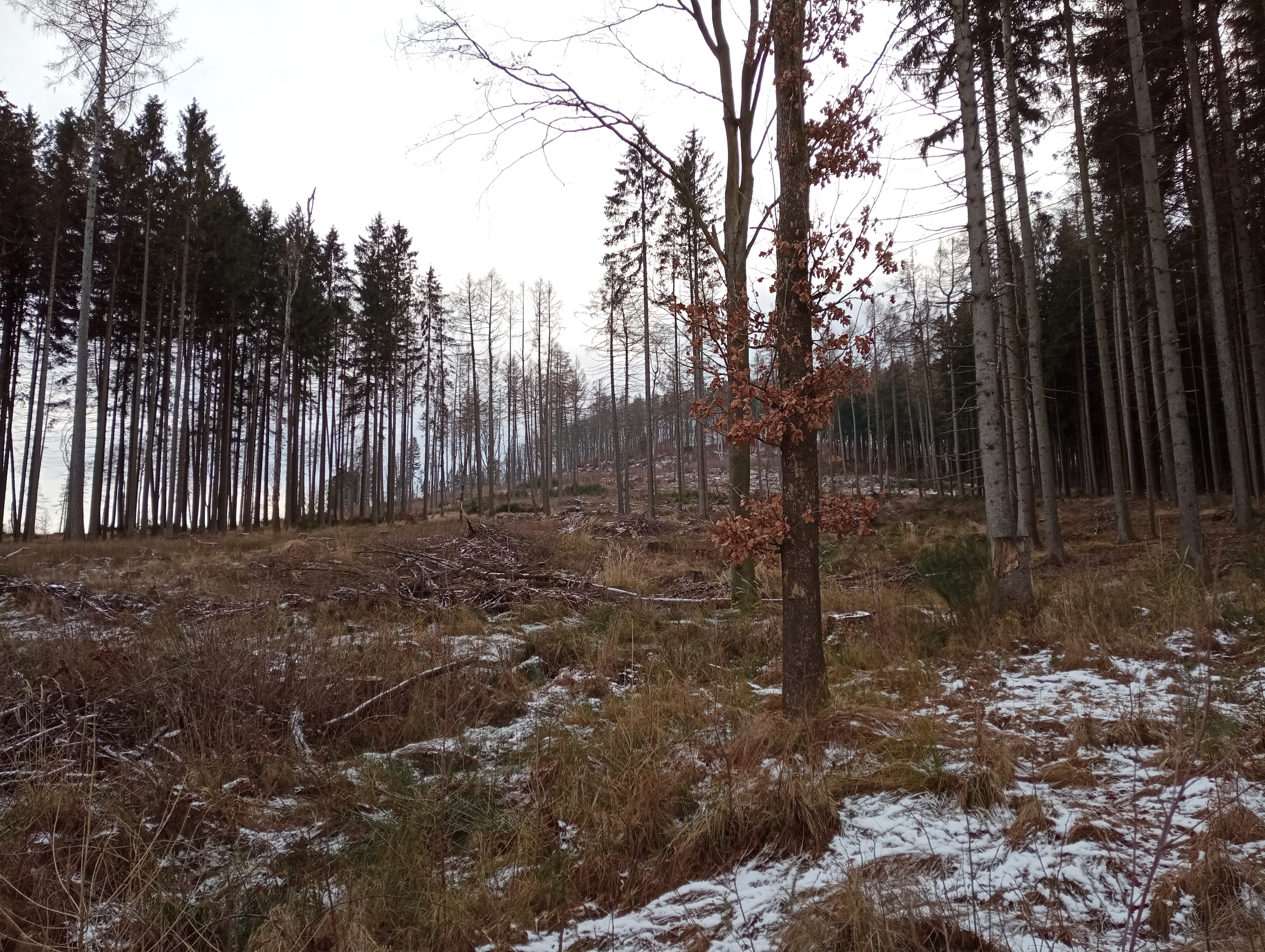
Kůrovcová paseka na severním svahu

Podle platného fytogeografického členění náleží celá Vlčí hora do fytogeografického okresu Šluknovská pahorkatina, ale již za západním a jihozápadním úpatím na něj navazuje okres Labské pískovce. Ostrou hranici těchto dvou okresů tvoří lužický zlom. Podle nadmořské výšky náleží vrch do 4. bukového až 5. jedlo-bukového lesního vegetačního stupně.
Potenciální přirozenou vegetací jsou acidofilní bučiny a také suťové lesy, které však byly v nižších partiích nahrazeny hospodářskými lesy a v nejnižších částech svahů mezofilními loukami a krátkostébelnými poháňkovými pastvinami. V lesním porostu vrcholové části a vyšších svahů je nejrozšířenější dřevinou buk lesní (Fagus sylvatica), který hojně doplňují javor klen (Acer pseudoplatanus) a mléč (Acer platanoides), bříza bělokorá (Betula pendula), jilm horský (Ulmus glabra) či jasan ztepilý (Fraxinus excelsior). Bylinné patro bučin je chudé a dominuje mu metlička křivolaká (Deschampsia flexuosa), bika bělavá (Luzula luzuloides) či brusnice borůvka (Vaccinium myrtillus). Oproti tomu bylinné patro suťových lesů je bohaté; jeho typickými zástupci jsou nitrofilní rostliny jako svízel vonný (Galium odoratum), netýkavka nedůtklivá (Impatiens noli-tangere), pitulník žlutý (Galeobdolon luteum), udatna lesní (Aruncus vulgaris) či ohrožený druh měsíčnice vytrvalá (Lunaria rediviva), která se zde vyskytuje velmi hojně. Z hub jsou typickými zástupci hřibovité, muchomůrkovité či dřevokazné houby jako troudnatec kopytovitý (Fomes fomentarius) a pásovaný (Fomitopsis pinicola). Hospodářským lesům dominuje smrk ztepilý (Picea abies), jehož porosty byly značně poškozeny při kůrovcové kalamitě z přelomu 10. a 20. let 21. století.
Největší plochy pastvin se táhnou v dolní části severního až východního svahu. Hojně jsou zastoupeny ovsík vyvýšený (Arrhenatherum elatius), kostřava luční (Festuca pratensis) či jílek vytrvalý (Lolium perenne). Na vlhkých loukách při úpatích se vyskytují vzácnější druhy jako ocún jesenní (Colchicum autumnale), prstnatec májový (Dactylorhiza majalis), vrbovka tmavá (Epilobium obscurum), kozlík dvoudomý (Valeriana dioica) či vrba plazivá (Salix repens), na sušších místech pak také prha arnika (Arnica montana), zdravínek jarní (Odontites vernus) a koprník štětinolistý (Meum athamanticum).

### Fauna
Druhově nejpočetnější a nejlépe prozkoumanou skupinou živočichů ve Šluknovském výběžku je hmyz. Nejrozšířenějším škůdcem smrkových porostů je lýkožrout smrkový (Ips typographus) a hojnými zástupci jsou také pestrokrovečník mravenčí (Thanasimus formicarius), mravenec lesní (Formica rufa), chrobák lesní (Anoplotrupes stercorosus) či kovařík zelený (Ctenicera pectinicornis). Ze zástupců motýlů patří mezi časté druhy lišaj borový (Sphinx pinastri) a bekyně mniška (Lymantria monacha). V okolí Vlčí hory se též vzácně vyskytuje hrobařík velký (Nicrophorus germanicus). Na vlhkých lokalitách při severovýchodním a východním úpatí se vyskytují pro region typičtí obojživelníci, jako například ropucha obecná (Bufo bufo) či různé druhy skokanů. Z plazů je nejhojnějším zástupcem slepýš křehký (Anguis fragilis). Ptáci jsou nejpočetnější skupinou obratlovců, avšak vlivem lidské činnosti došlo v druhé polovině 20. století k vymizení mnoha jejich druhů, především z řádů hrabavých, sov a dravců. Pro zdejší smrkové lesy je typickým zástupcem sojka obecná (Garrulus glandarius), káně lesní (Buteo buteo), čížek lesní (Spinus spinus), hýl obecný (Pyrrhula pyrrhula), strakapoud velký (Dendrocopos major) či datel černý (Dryocopus martius). Ze savců jsou běžní zástupci letounů, z nichž nejrozšířenějším je netopýr velký (Myotis myotis). Hojně se vyskytují šelmy, především kuna lesní (Martes martes) a skalní (Martes foina), liška obecná (Vulpes vulpes) či jezevec lesní (Meles meles), a běžná lesní zvěř, jako například srnec obecný (Capreolus capreolus), prase divoké (Sus scrofa) či jelen evropský (Cervus elaphus).

### Ochrana životního prostředí
Převážná část vrchu, včetně vrcholové části, se nachází na území Chráněné krajinné oblasti Labské pískovce, která se zároveň překrývá s Ptačí oblastí Labské pískovce. Hranicí CHKO je železniční trať probíhající po severním až východním svahu. Při západním úpatí zasahuje na malé ploše na svahy Vlčí hory Národní park České Švýcarsko.

## Historie

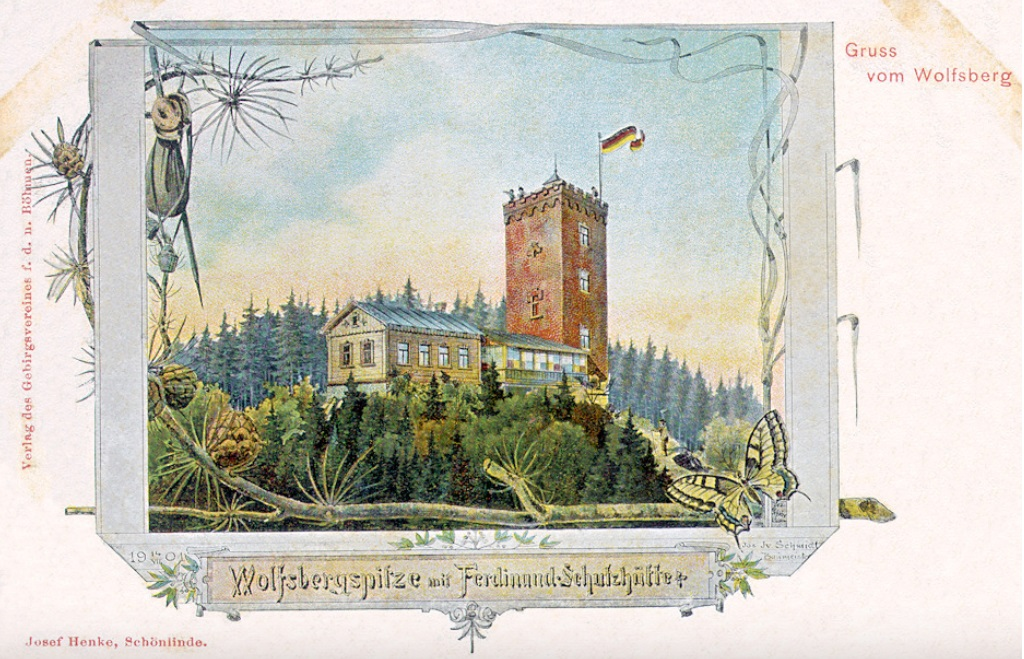
Pohlednice rozhledny na Vlčí hoře

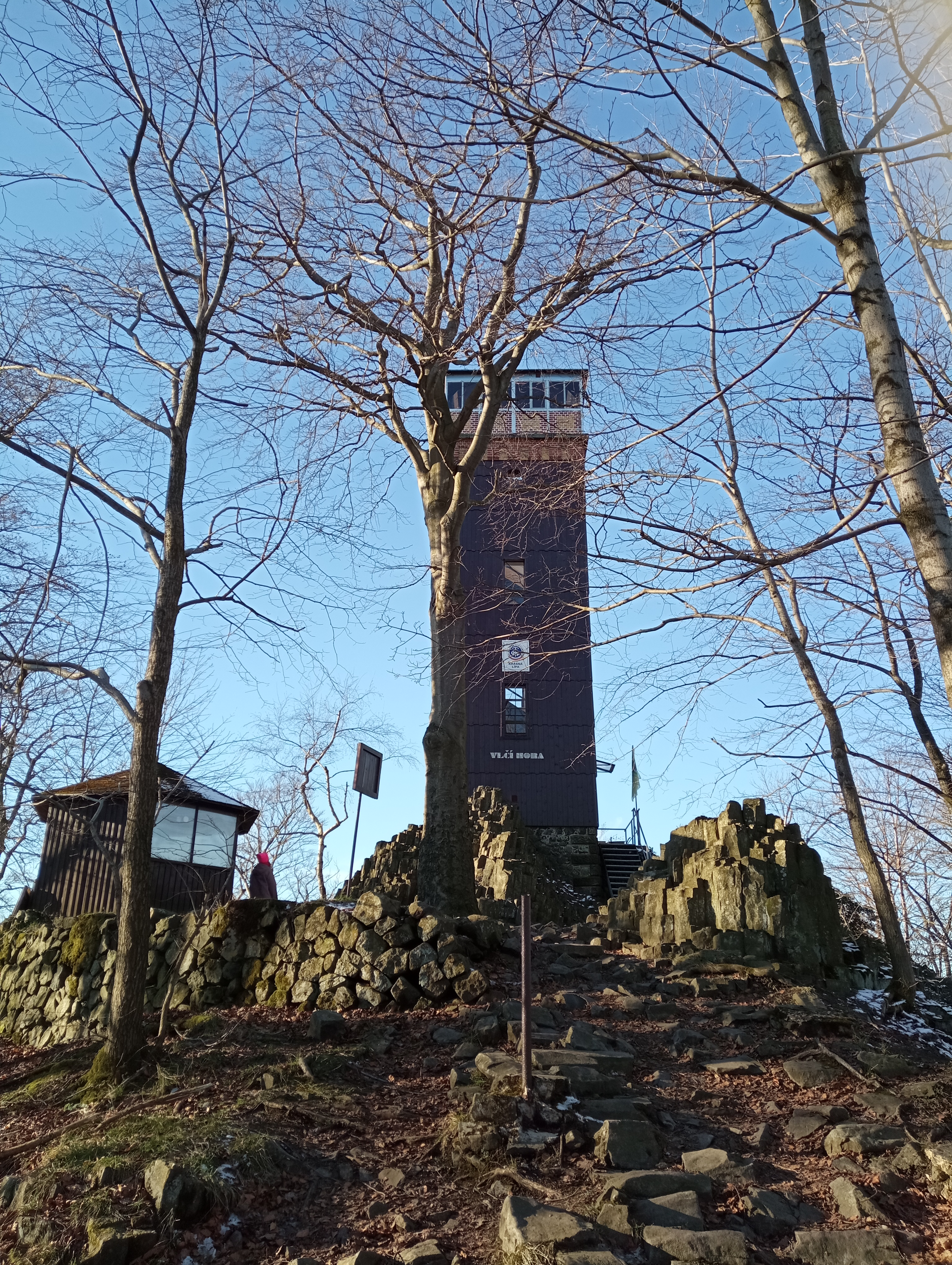
Rozhledna

Vlčí hora patřila ve vrcholném středověku spolu s okolím k hohnsteinskému panství, které z hradu Hohnstein ovládal rod Berků z Dubé. Od roku 1443 náležel vrch k tolštejnskému panství, které řídili zprvu Berkové z Dubé a od roku 1485 Šlejnicové z hradu Tolštejna. Tolštejnské panství se v roce 1566 dělilo mezi dědice Jiřího ze Šlejnic a Vlčí hora se stala součástí nově vytvořeného panství Lipová. To koupil v roce 1602 Radslav starší Kinský a ihned na jeho jihovýchodním okraji založil tři nové vesnice, mezi nimi i Vlčí Horu na úpatí stejnojmenného vrchu. Během třicetileté války (1618 až 1648) sloužila Vlčí hora jako útočiště pro obyvatele okolních vsí, kteří se zde skrývali před rabujícími vojáky. Samotný vrch zůstával ve vlastnictví majitelů lipovského panství a následného velkostatku (po roce 1850) až do prvorepublikové pozemkové reformy. Zdejší lesy měl na starost lesník sídlící ve Vlčí Hoře a vesnici spravoval samostatný rychtář. Po zániku patrimoniální správy a následném zřízení politických okresů jako jejich nástupců v roce 1850 připadlo celé katastrální území Vlčí Hora k nově vzniklému okresu Rumburk.
V období druhé poloviny 19. století se v zemi rozvíjela spolková činnost a mimo jiné vzniká množství turistických spolků. Na sklonku roku 1885 byl založen Gebirgsverein für das nördlichste Böhmen (Horský spolek pro nejsevernější Čechy). V únoru následujícího roku 1886 se sešli zástupci spolkových sekcí Wolfsberg (Vlčí hora) a Schönlinde, aby projednali záměr výstavby rozhledny s horskou chatou na vrcholu Vlčí hory. Ještě předtím však upravili na jihovýchodním svahu pramen vody jako výletní místo zvané Veronika Brunnen (Veroničina studánka). Přípravy na výstavbu rozhledny a chaty začaly v roce 1887, kdy byl na jaře zřízen stavební výbor. Pozemky pod budoucí stavbou patřily lipovskému velkostatku (bývalé panství Lipová) a jeho vlastník Franz ze Salm-Reifferscheidtu se stavbou souhlasil. V září 1887 byla nejprve postavena malá dřevěná chata a v květnu 1888 začala samotná stavba zděné rozhledny. Plány na výstavbu rozhledny a chaty zhotovil rumburský stavitel Josef Hampel. Na stavbu, financovanou z prostředků horského spolku a z veřejné sbírky, bylo využito na 20 tisíc pálených cihel. Dokončení rozhledny a její slavnostní otevření proběhlo 19. května 1889. Rozhledna na Vlčí hoře je tak nejstarší zděnou rozhlednou ve Šluknovském výběžku.
V roce 1901 byla přestavěna a podstatně rozšířena chata a na počest jednoho z donátorů pojmenována Ferdinand-Michel-Haus (Dům Ferdinanda Michela), respektive Ferdinand-Schutzhütte (Ferdinandova horská chata). Roku 1908 přistoupil horský spolek k zastřešení vyhlídkové plošiny na vrcholu rozhledny, která byla původně zakončena cimbuřím bez střechy. Od roku 1933 je rozhledna obložena dřevem.
V období po skončení druhé světové války ještě krátce sloužila rozhledna a chata turistům, poté ji však zabrala armáda a zřídila si zde pozorovatelnu. Když vojáci rozhlednu v roce 1953 opustili, zůstala pustá a roku 1957 byla i s chatou zcela vyrabována. Stavby následně opravili dobrovolníci a od roku 1961 mohla být rozhledna opět využívána. V následujících letech došlo k další devastaci chaty, která měla být dokonce v roce 1967 stržena. O záchranu se opět postarali dobrovolníci a od roku 1972 sloužila chata jako soukromý rekreační objekt, přičemž byl zazděn průchod mezi rozhlednou a chatou. V roce 1984 odnesla vichřice střechu. Na počátku 90. let 20. století bylo v chatě krátce otevřeno občerstvení. Mezi lety 1996 až 1999 proběhla celková rekonstrukce rozhledny. Opravená stavba tak mohla být 22. května 1999 u příležitosti 110. výročí slavnostně znovuotevřena. V témže roce přešlo vlastnictví rozhledny na město Krásná Lípa. O rozhlednu od této doby pečuje Klub českých turistů Krásná Lípa, který mimo jiné pořádá každoroční novoroční výstupy na rozhlednu. V roce 2005 odnesla znovu vichřice oplechování střechy věže.
V noci na 4. dubna 2023 vypukl v přilehlé chatě úmyslně založený požár. Při něm vyhořela chata do základů a na rozhledně shořela část schodiště a rovněž část dřevěného obložení. Celková způsobená škoda dosáhla částky 2 milionů korun. Za pomoci města Krásná Lípa, veřejné sbírky a dobrovolníků byla rozhledna opravena a znovu zpřístupněna veřejnosti. Ruiny chaty získal za částku 150 tisíc Kč do svého vlastnictví KČT Krásná Lípa. V plánu má získat finanční prostředky a chatu obnovit.

## Rozhledna s chatou
Zděná rozhledna o čtvercovém půdorysu byla původně zakončena cimbuřím bez zastřešení a byla vysoká 12 metrů. Při stavebních úpravách v roce 1908 byla na vrchol přistavěna prosklená nástavba se střechou, čímž se výška rozhledny zvýšila na 16 metrů. Věž je od roku 1933 obložena dřevem. K vyhlídkové plošině vede 66 schodů.
Samotná horská chata byla s rozhlednou od začátku propojena. Stavba byla převážně dřevěná a kromě kuchyně měla prostorný lokál s velkými okny umožňujícími výhled k jihu. Poskytovala občerstvení pro turisty a konaly se zde také různé oslavy. Po požáru z dubna 2023 zůstaly z chaty jen zděné základy a samotná rozhledna musela být opravena.
Rozhledna je v turistické sezóně od dubna do října přístupná denně, mimo sezónu zpravidla o víkendech a státních svátcích.

## Doprava

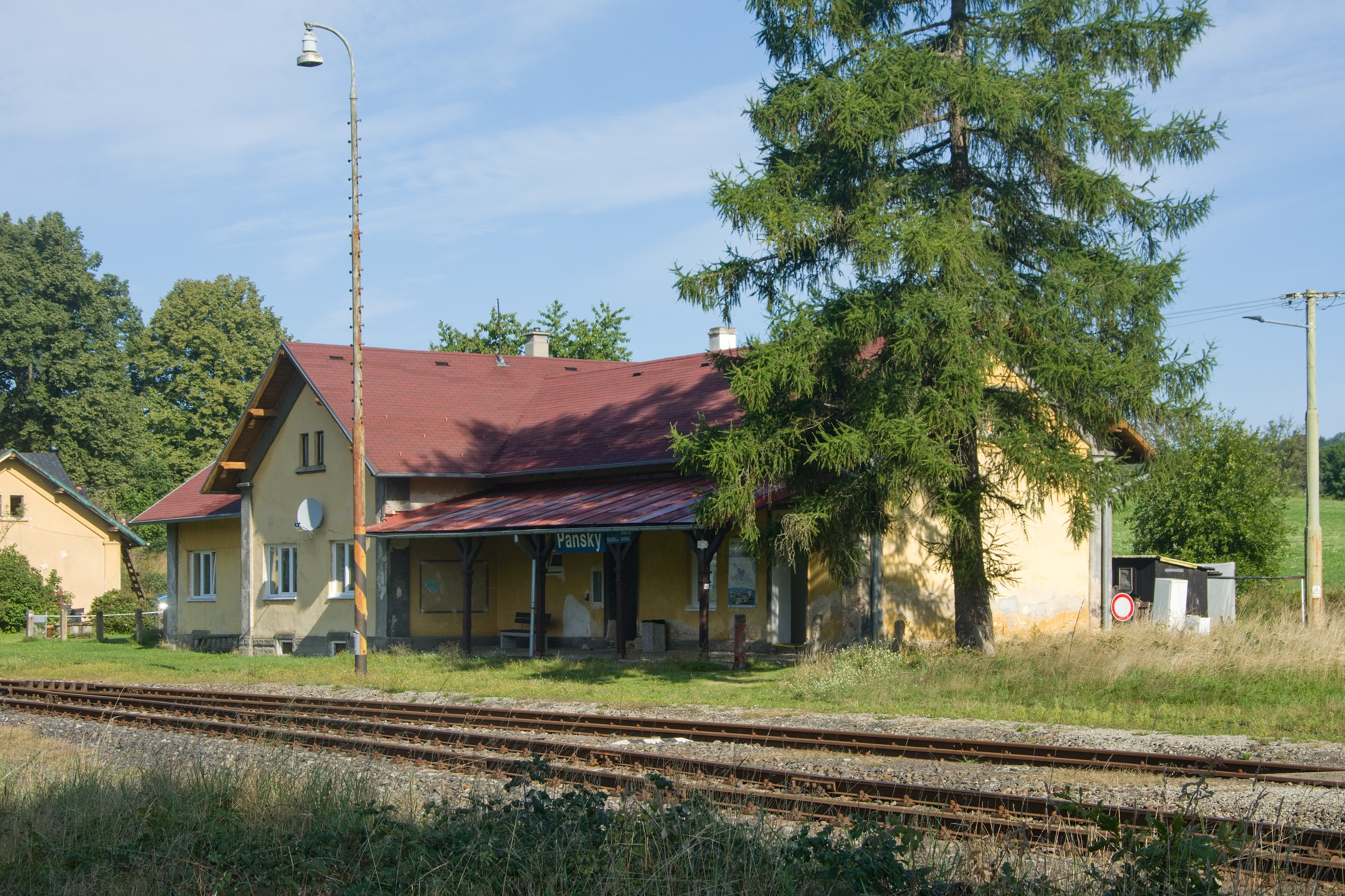
Stanice Panský

Po severním úpatí prochází železniční trať Rumburk – Panský – Mikulášovice. V železniční stanici Panský se spojuje s tratí Krásná Lípa – Panský, která vede od severního úpatí k východnímu svahu ve směru Zahrady. Obě železniční trati byly uvedeny do provozu v roce 1902 a od roku 2009 je na nich provozována doprava pouze o víkendech, respektive v turistické sezóně. Od severozápadního úpatí až po jižní a jihovýchodní úpatí vede krajská silnice II/265 spojující Varnsdorf s Lipovou. Vsi Panský a Vlčí Hora spojuje Okružní cesta, která začíná a končí na severním a jižním úpatí a vrchol hory obchází po východním svahu.

## Turistika
Po západním svahu vede červeně značená turistická trasa nazvaná Cesta Českem, která směřuje na sever a západ do Brtníků a na jih a východ do Vlčí Hory, Sněžné a Krásné Lípy. Na jižním svahu z ní odbočuje asi 300 metrů dlouhá odbočka vedoucí k Verunčině studánce. Na nádraží Panský začíná žlutě značená trasa, která vede jižním směrem na vrchol Vlčí hory a dále jižním a východním směrem k Dymníku. Od Zahrad a Vlčí Hory vede k vrcholu Köglerova naučná stezka, která se částečně kryje se žlutou trasou. Na Vlčí hoře se nachází tři její zastávky: č. 32 – obec Vlčí Hora, č. 33 – čedičové vyvřeliny a č. 34 – Veroničina studánka.

## Pověst
Podle pověsti žil v domku poblíž vlčíhorské hájovny muž jménem Jacob Raschauer. Díky paktu s ďáblem získal červenou vestu, která jej činila neviditelným. Raschauer kradl a vraždil v širokém okolí, ale díky vestě nebyl nikdy chycen a stále tak unikal spravedlnosti. Na cestě mezi Chřibskou a Studeným oloupil a zavraždil pekaře Kramera a na Dymníku přepadl starého židovského obchodníka. Ten prosil o milost s tím, že u sebe nemá peníze. Než jej Raschauer zabil, stačil ještě říct: „Brzy odbije i tvá poslední hodinka!“ Raschauer byl nakonec lapen lstí. Protože chtěl koupit krásný buk nedaleko svého domku, potřeboval uzavřít smlouvu s lesníkem. K jeho domu však přišli za lesníky převlečení úředníci z lipovského panství. Raschauer vyšel ven z domu bez své vesty a ihned byl zadržen. Prosil ještě, aby se mohl na cestu obléci, to mu ale nebylo umožněno. Byl odveden do Lipové, kde byl odsouzen k smrti lámáním v kole.
Pověst o loupežníku Raschauerovi se částečně zakládá na pravdě. Skutečný válečný vysloužilec Jacob Raschauer se oženil s dívkou z Vlčí Hory a společně přivedli na svět tři děti. Raschauer měl ve svém okolí na svědomí množství krádeží, vražd a případů žhářství. Roku 1740 byl dopaden a v Lipové odsouzen k smrti oběšením.

## Výhledy a okolí
Rozhledna poskytuje, vzhledem k nadmořské výšce, nerušený kruhový rozhled. Dobře viditelná je zejména Šluknovská pahorkatina, jejíž hranice jsou dobře patrné, vyjma severu a severozápadu, jež jsou zastíněny sousedními vyššími vrchy (Hrazený a Plešný). Jižní až západní směr poskytuje výhled na oblast Českosaského Švýcarska, jižní a jihovýchodní na Lužické hory a na východě jsou patrné Jizerské hory.
| Valtenberg 19,9 km (s rozhlednou) Hrazený 4,6 km Plešný 3,6 km                                        | Vlčice 4,5 km Ptačí vrch 2,5 km                                                            | Kottmar 15,5 km (s rozhlednou) Schlechteberg 10,9 km Jitrovník 7,5 km                                            |
| Steinberg 5,2 km Weifberg 7,0 km (s rozhlednou) Hraniční vrch 7,2 km Tanečnice 10,6 km (s rozhlednou) | větrná růžice                                                                              | Dymník 4,1 km (s rozhlednou) Špičák 12,7 km                                                                      |
| Kamenný vrch 1,8 km Růžovský vrch 15,2 km                                                             | Vápenný vrch 4,6 km Široký vrch 5,9 km Spravedlnost 6,6 km Studenec 12,0 km (s rozhlednou) | Valy 7,7 km Petružálkovy skály 7,9 km Šibeniční vrch 10,0 km Křížová hora 10,6 km Jedlová 11,4 km (s rozhlednou) |

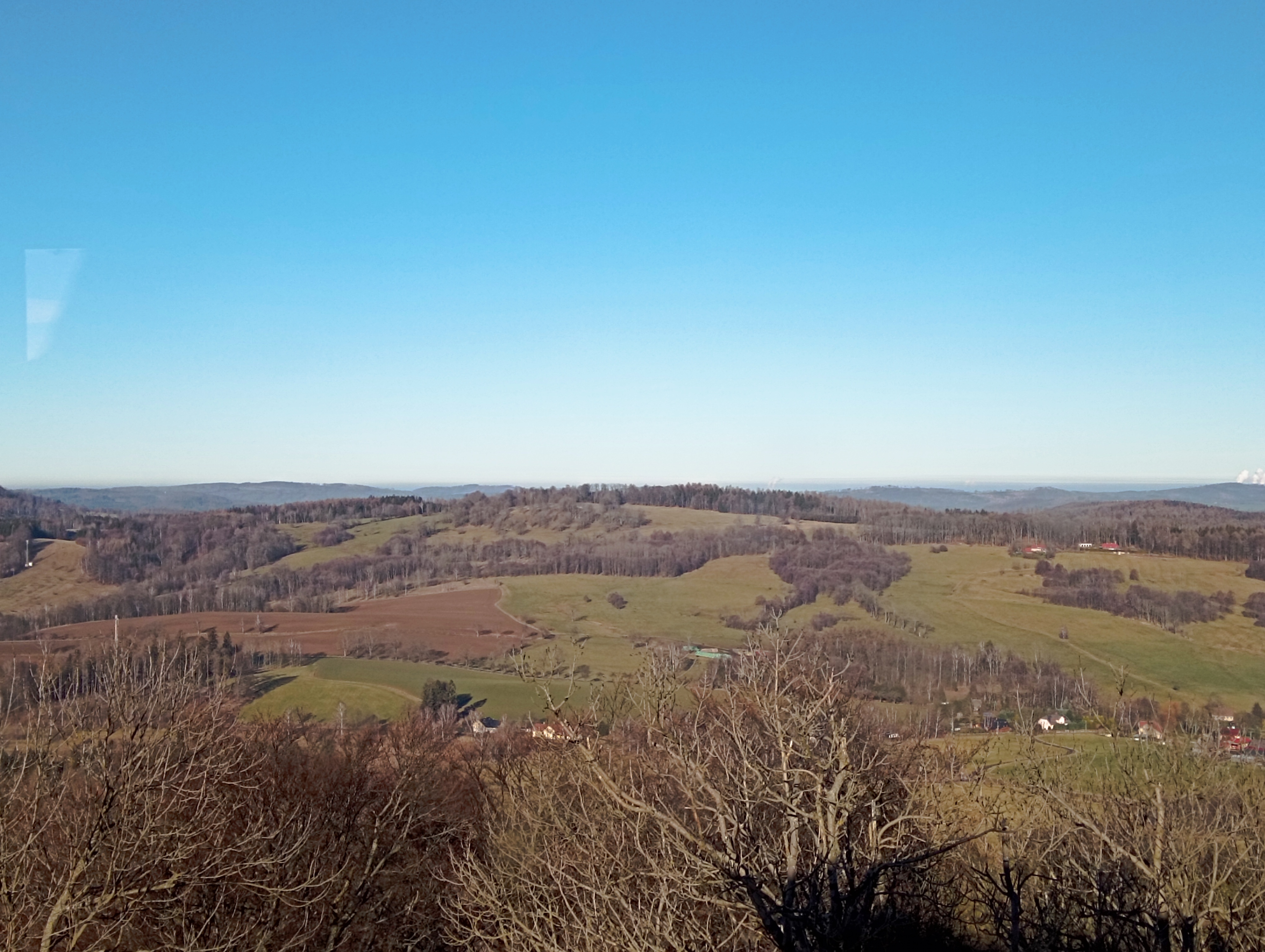
Pohled na S: Ptačí vrch
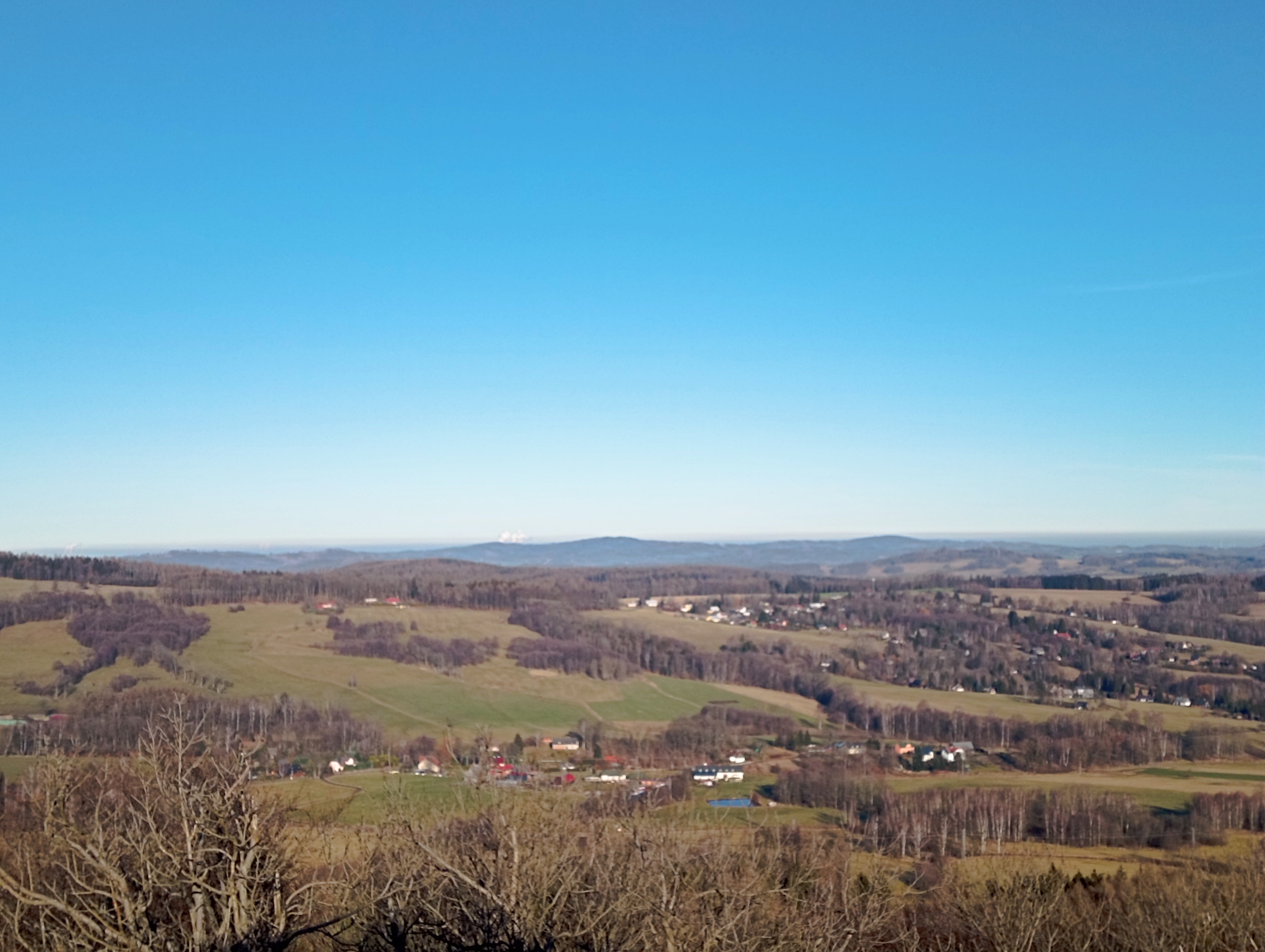
Pohled na S: Drohmberg, Hromadnik, Czorneboh, Hochstein
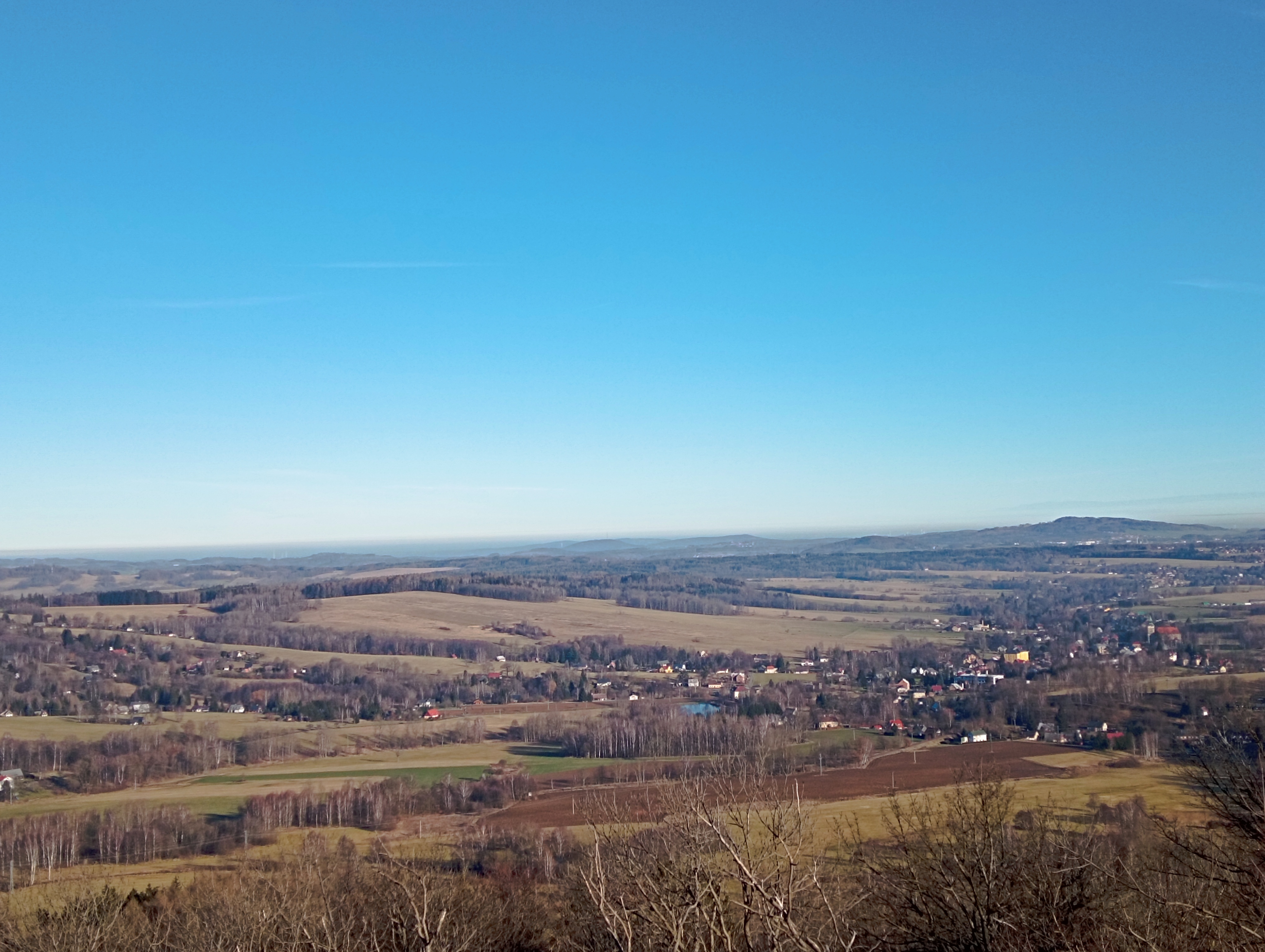
Pohled na SV: Kottmar
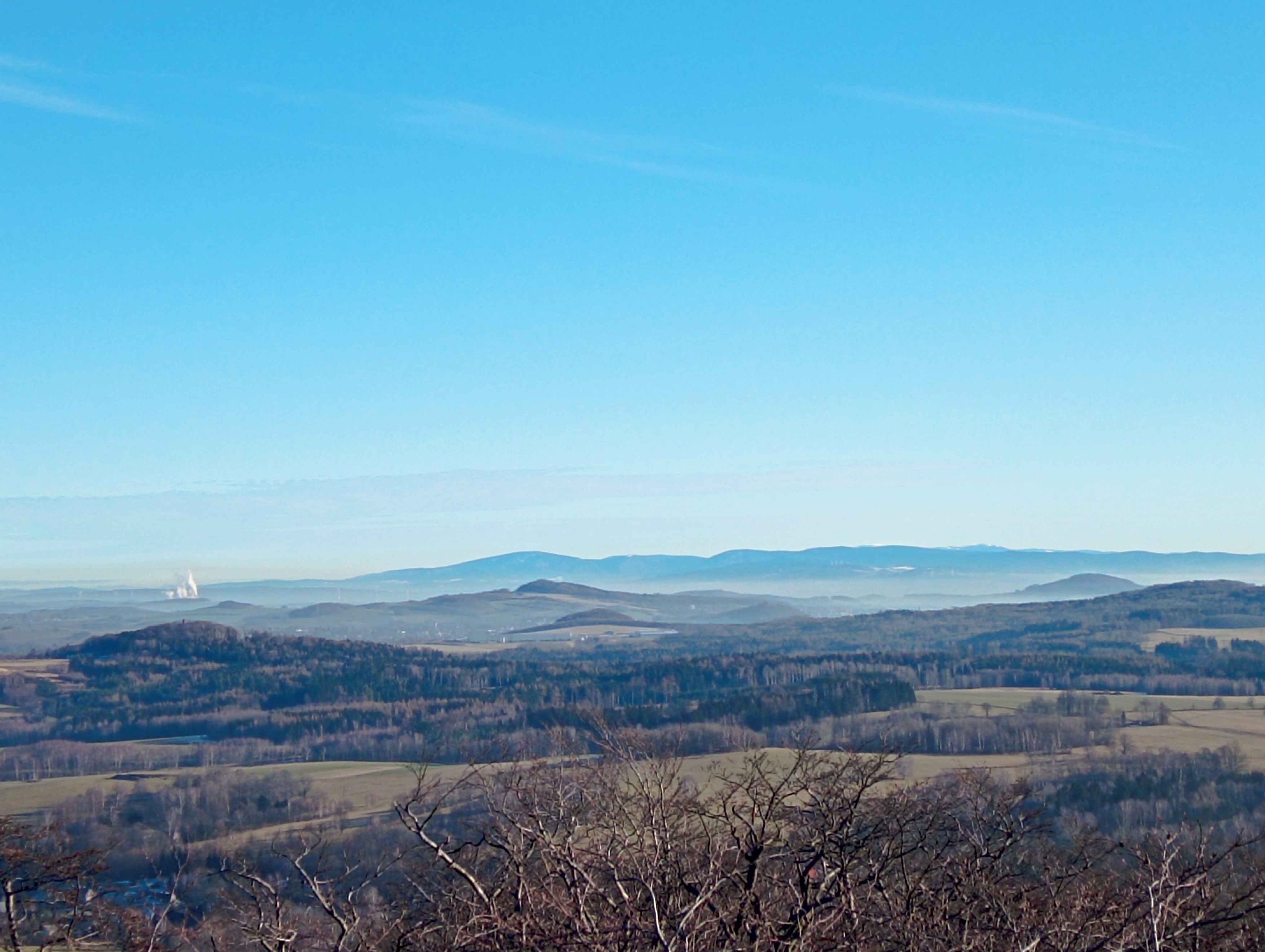
Pohled na V: Dymník, elektrárna Turów, Špičák, Jizerské hory
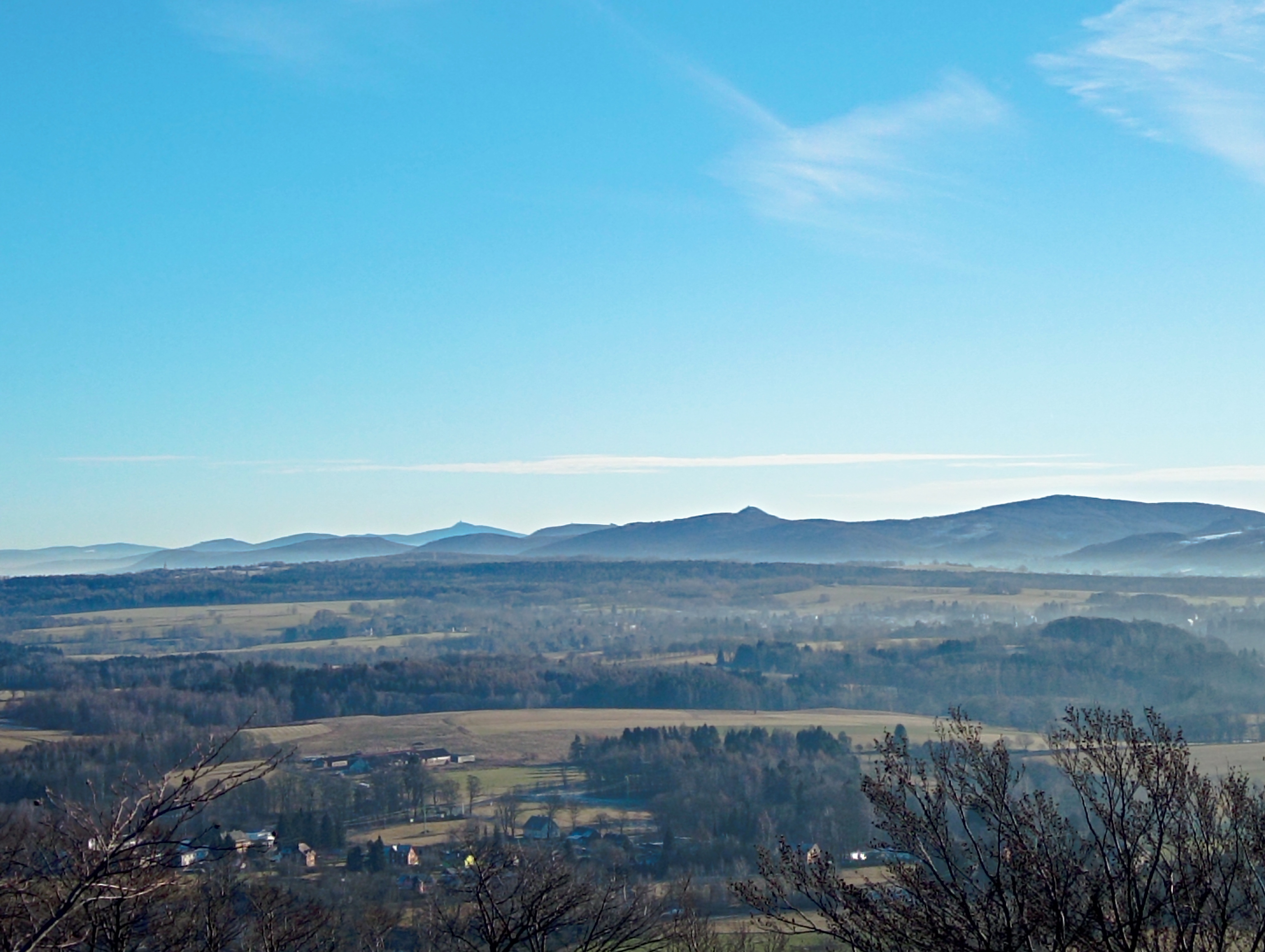
Pohled na JV: Lužické hory
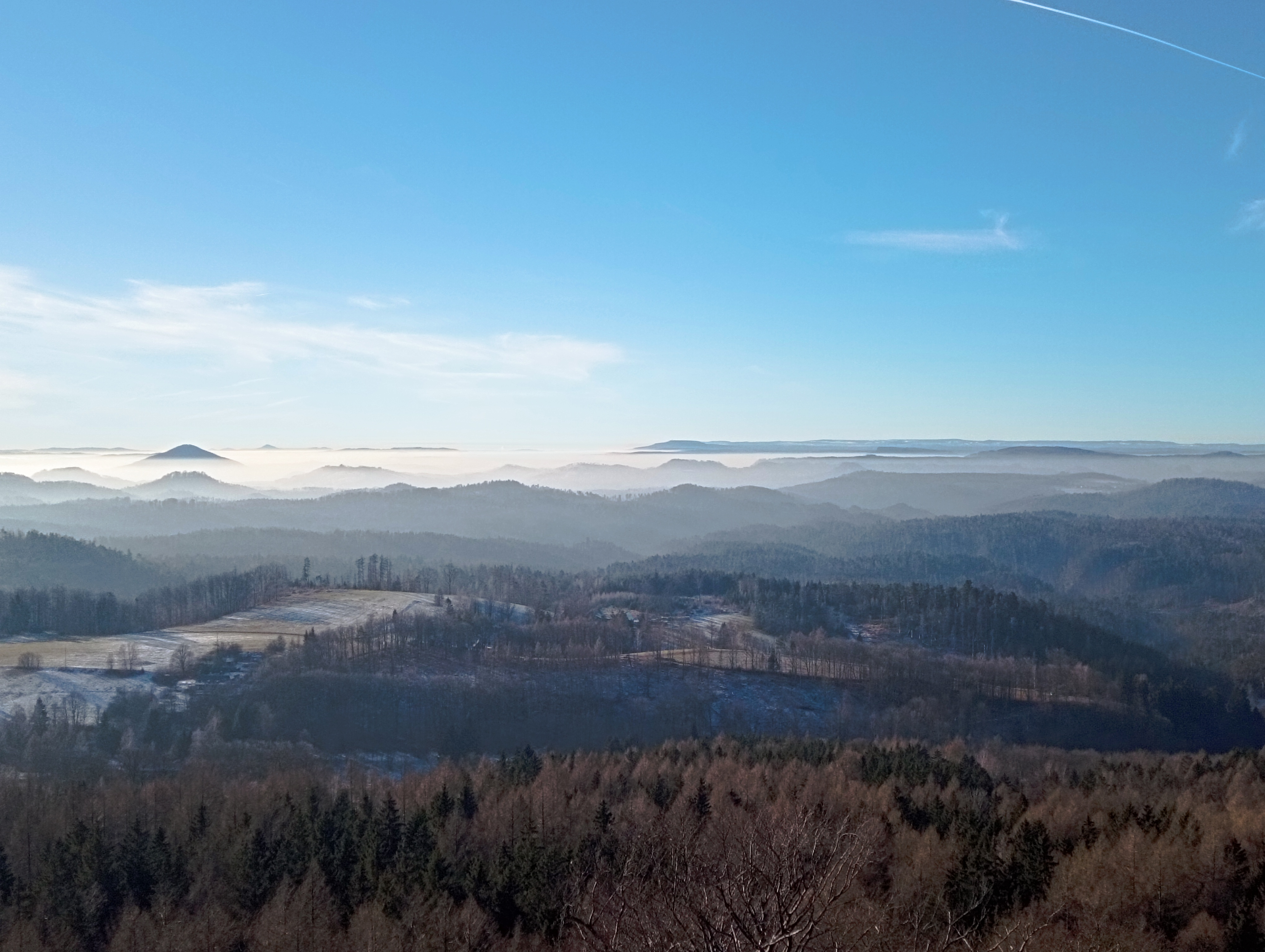
Pohled na J: Českosaské Švýcarsko
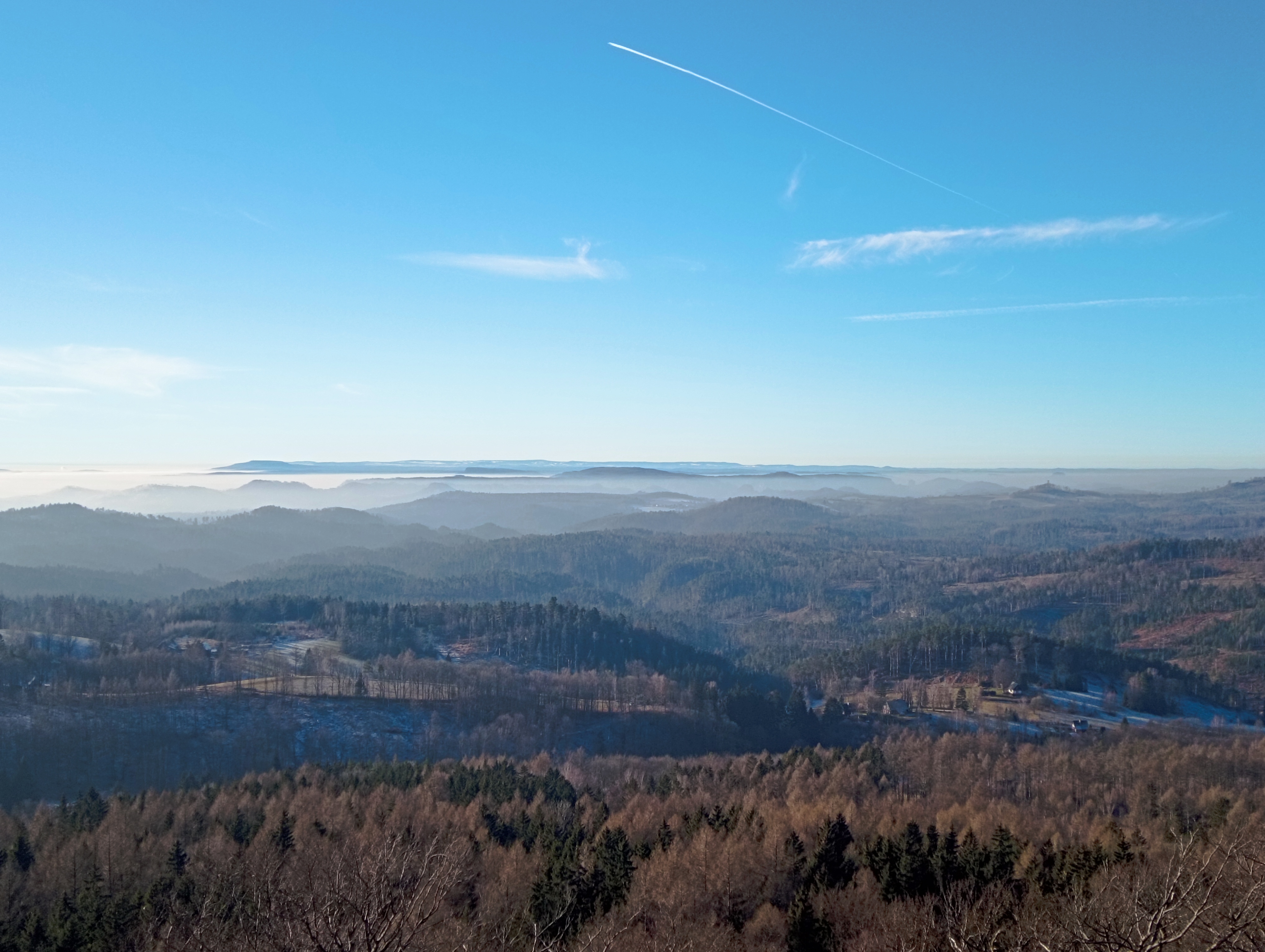
Pohled na JZ: Českosaské Švýcarsko
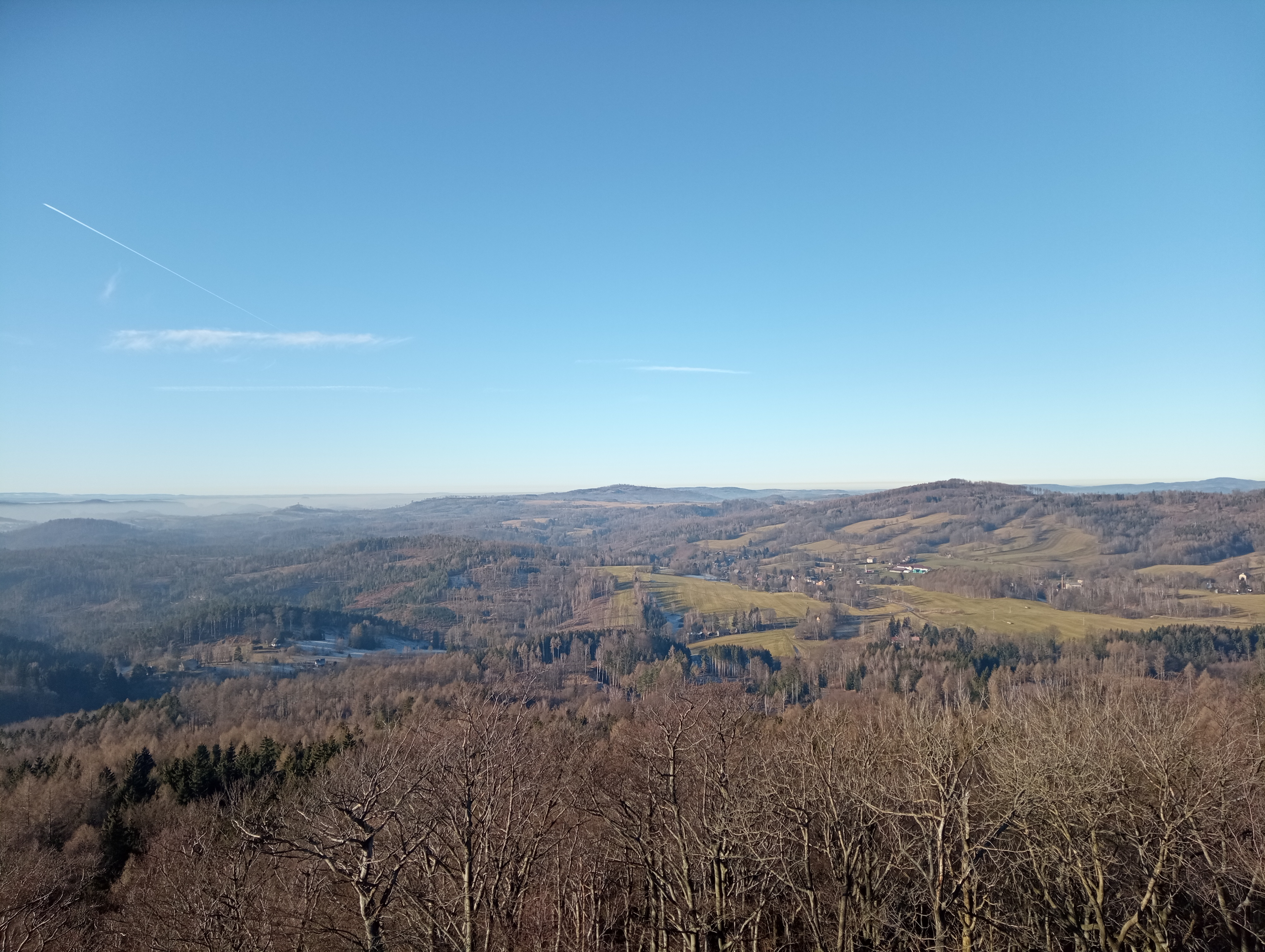
Pohled na Z: Steinberg, Weifberg, Hraniční vrch, Tanečnice, Plešný
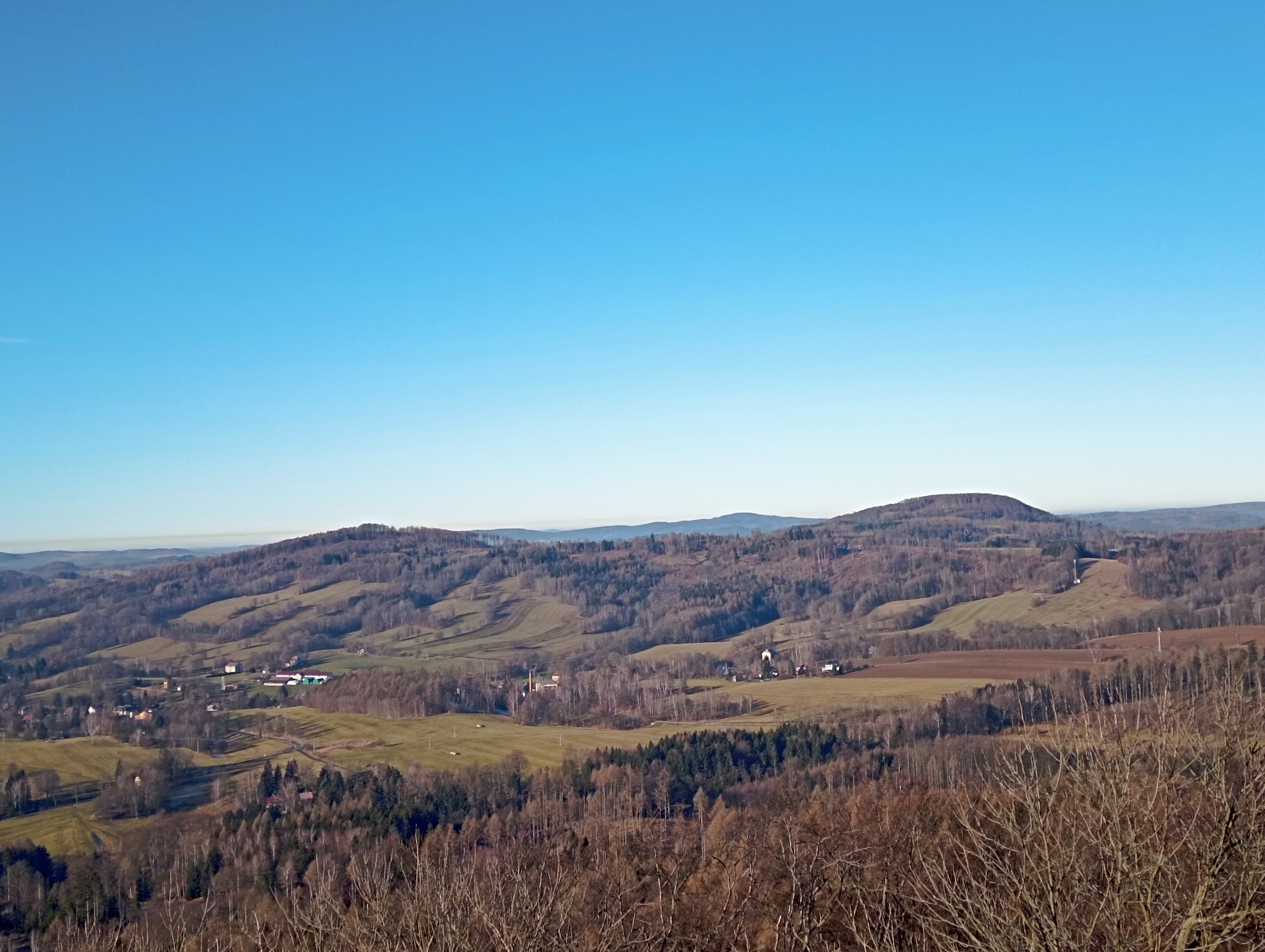
Pohled na SZ: Plešný, Hrazený, Valtenberg (v pozadí)